# Lo spirito di contraddizione
Lo spirito di contraddizione è un'opera teatrale in versi martelliani in cinque atti di Carlo Goldoni portata in scena per la prima volta a Venezia nel corso del Carnevale del 1758, dove ebbe un buonissimo successo. Apprezzata anche dalla critica,  la commedia fu portata diverse volte sulla scena nel corso dell'Ottocento.
L'autore fu accusato di avere plagiato l'atto unico del 1700 del drammaturgo francese Charles Dufresny dal titolo L'esprit de contradiction, ma nei suoi Mémoires Goldoni affermò di non conoscere affatto all'epoca quella composizione: A Venezia non avevo quella collezione di autori francesi che adesso sono il più prezioso ornamento della mia piccola biblioteca, né avevo contezza alcuna dello Spirito di contraddizione di Dufresny; ma siccome questo vizio è uno dei più incomodi per la civile società, non poteva certamente obliarlo. Ho veduto rappresentare a Parigi la composizione dell’autore francese, l’ho letta e confrontata anche in seguito con la mia; posso francamente dire che abbiamo trattato ambedue lo stesso soggetto, ma i nostri metodi non han tra loro somiglianza alcuna. Infatti quella di Dufresny è di un solo atto in prosa, e la mia è di cinque in versi; e credo, se non erro, che in quella siavi più arte che natura, e nella mia più natura che arte; se il mio lettore le confrontasse, vedrebbe forse che non ho torto..

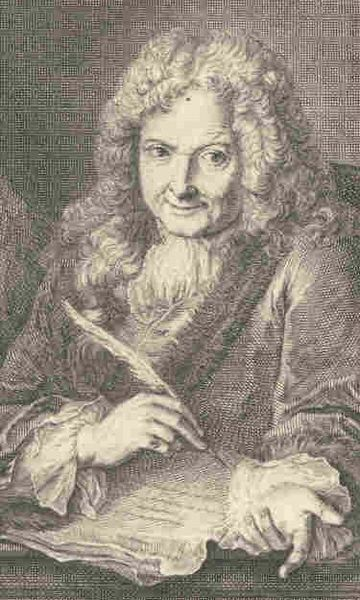
Charles Dufresny in un'antica incisione

## Trama
Casa di Ferrante. Sua nuora, la puntigliosa Dorotea, si oppone deliberatamente sempre agli altri, anche a rischio di sostenere un'assurdità, rendendosi così odiosa e insopportabile. Grazie al conte Alessandro le cose cambieranno.

## Poetica
In questa commedia scintillante di forza comica, mirabile per il contrasto dei caratteri, singolare per le situazioni rappresentate e piccante nei dialoghi, il commediografo veneziano tratteggia a tinte forti il carattere della protagonista con l'intento morale di invitare al ravvedimento sincero di chi nega per puntiglio anche la verità più evidente.